# Swan (Schiff, 1937)
Die HMAS Swan (II) war ein Geleitboot (Sloop) der Grimsby-Klasse der Königlich Australischen Marine, das im Zweiten Weltkrieg zum Einsatz kam. Sie war das zweite Schiff der australischen Marine, das nach dem Fluss Swan in Westaustralien benannt wurde.

## Allgemeines
Die Swan lief am 26. März 1936 in Port Jackson (Sydney) auf der Marinewerft Cockatoo (Cockatoo Island Dockyard) vom Stapel und wurde am 21. Januar 1937 in Dienst gestellt. Die Swan diente als Eskorte und Patrouillenboot in australischen Gewässern und im Südwestpazifik.
Im Februar 1942 war sie Geleitschiff in einem Konvoi nach Kupang, der dringend benötigte Verstärkung für die Verteidigung von Timor geladen hatte, unter anderem ein australisches Pionierbataillon und ein Artilleriebataillon der US Army. Der Geleitschutz war entsprechend groß, neben der Swan der Schwere Kreuzer Houston, der Zerstörer Peary und die Sloop Warrego, ein Schwesterschiff der Swan. Der Konvoi wurde am 16. Februar von 54 japanischen Flugzeugen angegriffen. Es gab an den Schiffen zwar nur leichte Schäden durch Nahtreffer, aber aufgrund der Heftigkeit des Angriffs und da bis zum Erreichen von Kupang mit weiteren schweren Angriffen zu rechnen war, sah sich der Konvoi gezwungen, nach Darwin zurückzukehren. Drei Tage später lag die Swan daher im Hafen von Darwin, als die japanischen Kampfflugzeuge von vier Flugzeugträgern des Kidō Butai die Stadt am 19. Februar 1942 angriffen. Bei dem Luftangriff auf Darwin entstand schwerer Schaden in der Stadt, acht Schiffe wurden versenkt und weitere beschädigt, darunter auch die vier Transporter des Konvois und die Peary, die nach fünf Treffern sank. Auf der Swan gab es dabei drei Tote und 19 Verwundete sowie leichte Schäden durch Nahtreffer.
Am 18. September 1945 wurde an Bord der Swan die Kapitulation der japanischen Truppen, die Neuirland besetzt gehalten hatten, zeremoniell angenommen. Die Swan wurde am 18. August 1950 ausgemustert und zwischen Oktober 1954 und Februar 1956 als Trainingsschiff genutzt, bis sie am 10. Februar 1956 wieder in Dienst gestellt wurde. Am 20. September 1962 endete die Karriere der Swan endgültig und sie wurde zur Verschrottung am 5. Juni 1964 an Hurley and Dewhurst in Sydney verkauft.

## Auszeichnungen
Als Auszeichnungen werden geführt drei Battle Honour für ihre Einsätze im Pazifik (1941–45), vor Darwin (1942–43) und Neuguinea (1942–44). Des Weiteren ein Battle Honour übernommen von ihrem Vorgängerschiff für die Einsätze in der Adria (1917–18).